# Gallileous
Gallileous – zespół muzyczny niegdyś silnie związany z polską sceną doom metalową, następnie wykorzystujący w swojej twórczości wpływ space rocka, hard proga czy psychodelicznego rocka lat 70.

## Historia
31 października 2006 Gallileous został reaktywowany. W maju 2007 roku nagrano longplay Ego Sum Censore Deuum i podpisano kontrakt z wytwórnią Foreshadow. Pod koniec 2007 roku wytwórnia Redrum 666 wydała reedycje na nośniku CD demo – Passio Et Mors. Wiosną 2008 roku Foreshadow Prod. wydał internatowy singiel Unholy Grail z utworami Anti Vaticano oraz tytułowym Unholy Grail.
W następnych latach zespół nagrał EP-kę „Equideus” oraz koncepcyjny split album „Unveiling The Signs” ze wsparciem znakomitego brytyjskiego zespołu Pantheist, wywodzącego się z Belgii Wijlen Wij oraz czeskiej legendy doom metalu Dissolving Of Prodigy. Split jbył konceptualnym albumem oscylującym w warstwie tekstowej wokół tematyki przesądu, co dobitnie podkreśla tytuł utworu Gallileous "Zabobon". Następnym wydawnictwem był bardzo dobrze przyjęty album Necrocosmos wydany przez czeską wytwórnię Epidemie Records w 2013 roku. Rok później, po wielu personalnych roszadach pojawił się trzeci album długogrający „Voodoom Protonauts” który zespół zarejestrował jako trio. Płyta ugruntowała wysoką pozycję Gallileous w świecie psychodelicznego stoner rocka.
}.
18 października 2019 roku, z nowym perkusistą Gallileous wydał kolejny materiał. Zapędy słowotwórcze członków zespołu stworzyły „Moonsoon”. Tak jak zbliżający się do pełni Księżyc zwiastuje zróżnicowanie nastrojów, a monsuny przynoszą na zmianę pory suche i deszczowe, tak i na nowym albumie można usłyszeć szybkie i mocne utwory, space rockowe hipnotyczne loty, ale również nastrojowe ballady. Brzmieniowo Moonsoon nawiązuje do poprzedniej płyty i pomimo ewidentnego opuszczenia przestrzeni kosmicznych nadal zaprasza do wspólnego tańca z gwiazdami. Na okładce albumu wykorzystano prace Ludwika Holesza, śląskiego artysty malarza amatora, którego praca pod ziemią i styczność z odciśniętymi w węglu śladami pradawnych roślin skłoniły do pracy twórczej. Holesz starał się przelać na płótno niczym nie sfałszowaną spowiedź ze swych doznań, odczuć, przemyśleń i rozważań ontologicznych, co idealnie współgra z warstwa liryczną nowej płyty zespołu. Album ukazał się nakładem wydawnictwa Musicom, który promuje płytę dwoma singlami: tytułowym Moonsoon i Boom Boom Disco Doom (Kill The Alarm Clock), które przez długie tygodnie utrzymują się na podium listy przebojów radia Rockserwis.fm.
Gallileous pojawia się także na znaczących na scenie stoner/doom polskich i europejskich festiwalach. Można wspomnieć warszawski Days Of Ceremony czy Red Smoke Festival gdzie zespół dzielił scenę m.in. z japońskim Church Of Misery, szwedzką Sumą, brytyjskim Conan czy też vintage rockowym Blues Pills ze Szwecji, Greenleaf, niemieckimi Wedge i Samsara Blues Experiment etc. Zespół pojawił się również na cyklicznie organizowanych koncertach Doom over Vienna w Wiedniu. Ostatnio Gallileous zagrał na żywo w Antyradio, w audycji Makakofonia.
}.

## Dyskografia
- Doomsday (1992, demo)
- Passio Et Mors... – (1994, demo)
- Unholy Grail – (2008, singiel)
- Ego Sum Censore Deuum – (2008, LP)
- Equideus – (2009, EP)
- Unveiling the Sign – (2010, split album)
- Necrocosmos – (2013, LP)
- Yeti Scalp – (2014, singiel)
- Voodoom Protonauts (2014, LP)
- Stereotrip (2017, LP)
- Moonsoon (2019, LP)
- Fosforos (2021, LP)
- Dancing Ash (2024, LP)

## Muzycy

### Obecny skład zespołu
- Anna Pawlus – śpiew, teksty utworów
- Tomasz Stoński – gitara elektryczna, solowa, śpiew, teksty utworów
- Michał Szendzielorz – perkusja
- Marek Świecki – gitara basowa
- Marcin Zwierżdżyński – instrumenty klawiszowe, syntezatory

### Muzycy sesyjni
- Lee Bullock – śpiew
- Boogie – instrumenty klawiszowe

### Byli członkowie zespołu
- Cebull – gitara basowa, teksty utworów
- Mirek – perkusja, teksty utworów
- Zgred – śpiew

- Wino – śpiew, gitara elektryczna, teksty utworów
- Olo – gitara elektryczna, barytonowa
- Karol – gitara basowa (1991–1995)
- Wiesiek – gitara elektryczna (1991–1993)
- Gego – śpiew (1991–1995)
- Daga – instrumenty klawiszowe (2005–2008)